# Вомак (Илиноис)
Вомак (енгл. Wamac) град је у америчкој савезној држави Илиноис. По попису становништва из 2010. у њему је живело 1.185 становника.

## Демографија
Према попису становништва из 2010. у граду је живело 1.185 становника, што је 193 (14,0%) становника мање него 2000. године.
| Група             | 2000.         | 2010.         |
| Белци             | 1.322 (95,9%) | 1.059 (89,4%) |
| Афроамериканци    | 21 (1,5%)     | 33 (2,8%)     |
| Азијати           | 1 (0,1%)      | 1 (0,1%)      |
| Хиспаноамериканци | 23 (1,7%)     | 58 (4,9%)     |
| Укупно            | 1.378         | 1.185         |